# Eloy Campos
Ángel Eloy Campos (ur. 31 maja 1942 w Ice) – piłkarz peruwiański grający podczas kariery na pozycji obrońcy.

## Kariera klubowa
Eloy Campos karierę piłkarską rozpoczął w 1961 roku w klubie Club Sporting Cristal i występował w nim przez kolejne 15 lat. Ze Sportingiem Cristal czterokrotnie zdobył mistrzostwo Peru w 1961, 1968, 1970 i 1972. 
W latach 1976–1977 był zawodnikiem Deportivo Junín Huancayo, z którego w 1977 przeszedł do Cienciano Cuzco, w którym wkrótce zakończył karierę.

## Kariera reprezentacyjna
W reprezentacji Peru Campos zadebiutował 10 marca 1963 w przegranym 0-1 meczu w Copa América z Brazylią. Obok tego meczu wystąpił jeszcze w meczach z Argentyną, Boliwią i Paragwajem.
W 1970 uczestniczył w Mistrzostwach Świata. Na turnieju w Meksyku Peru odpadło w ćwierćfinale, a Campos wystąpił w dwóch meczach z Bułgarią oraz Brazylią.
Ostatni raz w reprezentacji wystąpił 11 czerwca 1972 w wygranym 3-0 meczu w ramach Copa Independiencia z Boliwią. Od 1963 do 1972 Campos rozegrał w reprezentacji Peru 46 spotkań.
W 1960 uczestniczył w Igrzyskach Olimpijskich w Rzymie. Na turnieju we Włoszech Peru odpadło w fazie grupowej a Campos wystąpił we wszystkich trzech meczach z Francją, Węgrami i Indiami.